# Lucas Arnau
Lucas Arnau Fernández (Medellín, 16 de mayo de 1979) es un cantautor colombiano de pop latino. Acompañado de la mano de productores como, José Gaviria, Andrés Múnera, Toby Tobón, Luis Fernando Ochoa, Pablo Uribe y David Cárdenas entre otros, el artista ha logrado dos nominaciones a los premios Latín Grammy y durante toda su trayectoria; ha publicado cinco álbumes de estudio, Un poco más, Feliz, Rompecabezas, Buen Camino y Teatro.

## Trayectoria
El primer álbum de Arnau, "Un Poco Más" fue producido por José Gaviria y Andrés Múnera en Miami, Florida, y fue lanzado en Latinoamérica en abril de 2004.
Su segundo álbum, "Rompecabezas" fue lanzado en agosto de 2006 y ha sido muy bien acogida por sus fanes en Colombia y América Latina. El álbum fue producido por Grammy y el Grammy Latino escritor premio canción ganadora/Productor Luis F. Ochoa en Miami, Florida y coproducido por Lucas Arnau y David Cárdenas.
Ambos álbumes han sido un gran éxito en Estados Unidos, España y América Latina, especialmente en Colombia, Perú y Ecuador.
En 2004, el cantante fue galardonado con el premio “Mejor Nuevo Artista” en Shock y el 21 de septiembre de 2007 se llevó el premio de “Mejor Artista Pop Colombiano” también en Shock. 
Este reconocimiento perduró en el tiempo, convirtiendo a Lucas Arnau en artista número uno en Colombia 18 veces con 18 éxitos diferentes como “Te Doy Mi Vida”, “De Rodillas”, “De La Mano”, “Ay Doctor”, “No Me Da La Gana”, “Tú”, “No Quiero Perderte”, “Tienes”, “Sabes A Mí”, “Amor de Primavera”, “Para Qué”, “Un Delito Pendiente”, “Lo Siento”, "Entre Tanta Gente", “Lo Que Dejaste Al No Volver”, “Valió La Pena”, “Cuando Te Vi”, “Escándalo” y “Mientras Tanto”, los mismos, que también fueron coreados al unísono en varios países Latinoamericanos como Perú, Ecuador, Costa Rica y Panamá.
Sus letras llenas de romanticismo y sentido lo llevaron a ser acreedor de dos nominaciones al Latin Grammy, la primera en 2015 y la segunda en 2017.
Grandes productores de la industria han unido su talento con Arnau, como José Gaviria, Luis Fernando Ochoa, Mauricio Rengifo, Toby Tobón, Andrés Múnera y Pablo Uribe. Por su parte, muchos de sus colegas también han querido brillar junto a él como Armando Manzanero, Carlos Baute, Franco De Vita, Amauri Gutiérrez, Álex Cuba, Juan Fernando Velazco, Lucho Bolívar, Daniel Betancourt, Adriana Lucía, Alejandro Gonzánlez, Golpe a Golpe, De La Ghetto, Reykon, Mauricio y Palo de Agua, Pasabordo, Cali & El Dandee,  y Silvestre Dangond entre otros.
Más de una década le ha alcanzado a Arnau para completar seis álbumes de estudio. Un Poco Más (2004), Rompecabezas (2006), Feliz (2010), Buen Camino (2015), Teatro (2017) y Despierta (2021).

## Discografía[1]
| Año  | Título       | Discográfica  |
| 2004 | Un Poco Más  | Sony Music    |
| 2006 | Rompecabezas | Sony Music    |
| 2010 | Feliz        | Sony Music    |
| 2015 | Buen Camino  | Sony Music    |
| 2017 | Teatro       | Independiente |
| 2020 | Despierta    | Independiente |

| Un Poco Más (2004) |                    |          |  |
| N.º                | Título             | Duración |  |
| 1.                 | «Tú»               | 3:40     |  |
| 2.                 | «Un Poco Más»      | 3:43     |  |
| 3.                 | «No Me Da La Gana» | 3:48     |  |
| 4.                 | «Te doy mi vida»   | 4:33     |  |
| 5.                 | «De Rodillas»      | 3:19     |  |
| 6.                 | «Secretos de amor» | 3:33     |  |
| 7.                 | «No importa»       | 4:24     |  |
| 8.                 | «Ay, doctor»       | 3:05     |  |
| 9.                 | «Te sueño»         | 3:11     |  |
| 10.                | «No hay pa' más»   | 3:30     |  |
| 11.                | «Déjame»           | 3:14     |  |
| 12.                | «Lo que siento»    | 3:18     |  |

| Rompecabezas (2006) |                         |          |  |
| N.º                 | Título                  | Duración |  |
| 1.                  | «No quiero perderte»    | 3:34     |  |
| 2.                  | «Tienes»                | 4:27     |  |
| 3.                  | «Botella de ron»        | 3:22     |  |
| 4.                  | «Rompecabezas»          | 3:39     |  |
| 5.                  | «Sabes a mí»            | 4:22     |  |
| 6.                  | «Llévame contigo»       | 3:42     |  |
| 7.                  | «Será lo que será»      | 3:52     |  |
| 8.                  | «Cada loco con su tema» | 3:13     |  |
| 9.                  | «Quien eres tú»         | 3:18     |  |
| 10.                 | «Maldito Miedo»         | 3:26     |  |
| 11.                 | «Burucupra»             | 3:46     |  |

| Feliz (2010) |                                      |          |  |
| N.º          | Título                               | Duración |  |
| 1.           | «Amor de Primavera»                  | 3:32     |  |
| 2.           | «Te Esperaré»                        | 3:40     |  |
| 3.           | «Sólo Necesito Que Me Quieras»       | 3:25     |  |
| 4.           | «Nos Pasa por Elegantes»             | 2:48     |  |
| 5.           | «Negra»                              | 3:08     |  |
| 6.           | «Volvería a Darte las Estrellas»     | 3:20     |  |
| 7.           | «Cuanto Daría»                       | 3:40     |  |
| 8.           | «Corazón Incompleto»                 | 3:52     |  |
| 9.           | «Para Qué»                           | 2:59     |  |
| 10.          | «Como Duele»                         | 2:58     |  |
| 11.          | «Amor de Primavera» (Versión Balada) | 3:22     |  |

| Buen Camino (2015) |                                                    |          |  |
| N.º                | Título                                             | Duración |  |
| 1.                 | «Lo Que Dejaste Al No Volver» (feat. Carlos Baute) | 3:39     |  |
| 2.                 | «Entre Tanta Gente»                                | 3:42     |  |
| 3.                 | «Mi Verdad»                                        | 3:13     |  |
| 4.                 | «Se Me Va La Vida»                                 | 3:30     |  |
| 5.                 | «Un Delito Pendiente»                              | 3:30     |  |
| 6.                 | «Te Doy Mi Vida» (feat. Gian Marco)                | 4:38     |  |
| 7.                 | «Amor De Primavera» (feat. Amaury Gutiérrez)       | 3:35     |  |
| 8.                 | «Tienes» (feat. Juan Fernando Velasco)             | 4:24     |  |
| 9.                 | «Para Que» (feat. Armando Manzanero)               | 2:59     |  |
| 10.                | «De Rodillas» (feat. Adriana Lucía)                | 3:21     |  |
| 11.                | «No Quiero Perderte» (feat. Siam)                  | 3:43     |  |
| 12.                | «Ay Doctor» (feat. Bonka & Mauricio & Palodeagua)  | 3:05     |  |
| 13.                | «Lo Siento» (feat. Silvestre Dangond)              | 3:47     |  |
| 14.                | «De La Mano» (feat. Minek)                         | 3:55     |  |

## Colaboraciones
- Para Qué (feat. Armando Manzanero)
- Lo Siento (feat. Silvestre Dangond)
- De la Mano "remix" (feat. Golpe a Golpe & De la Ghetto)
- Me Gusta (feat. Pasabordo)
- Amor de Primavera (feat. Reykon)
- Vivo ahora (feat. Cali & El Dandee)

## Premios y nominaciones

### Premios Grammy Latinos
| Año  | Trabajo nominado | Categoría                          | Resultado |
| ---- | ---------------- | ---------------------------------- | --------- |
| 2015 | Buen Camino      | Mejor Álbum Tropical Contemporáneo | Nominado  |
| 2018 | Teatro           | Mejor Álbum Tropical Contemporáneo | Nominado  |